# Nó pequeno

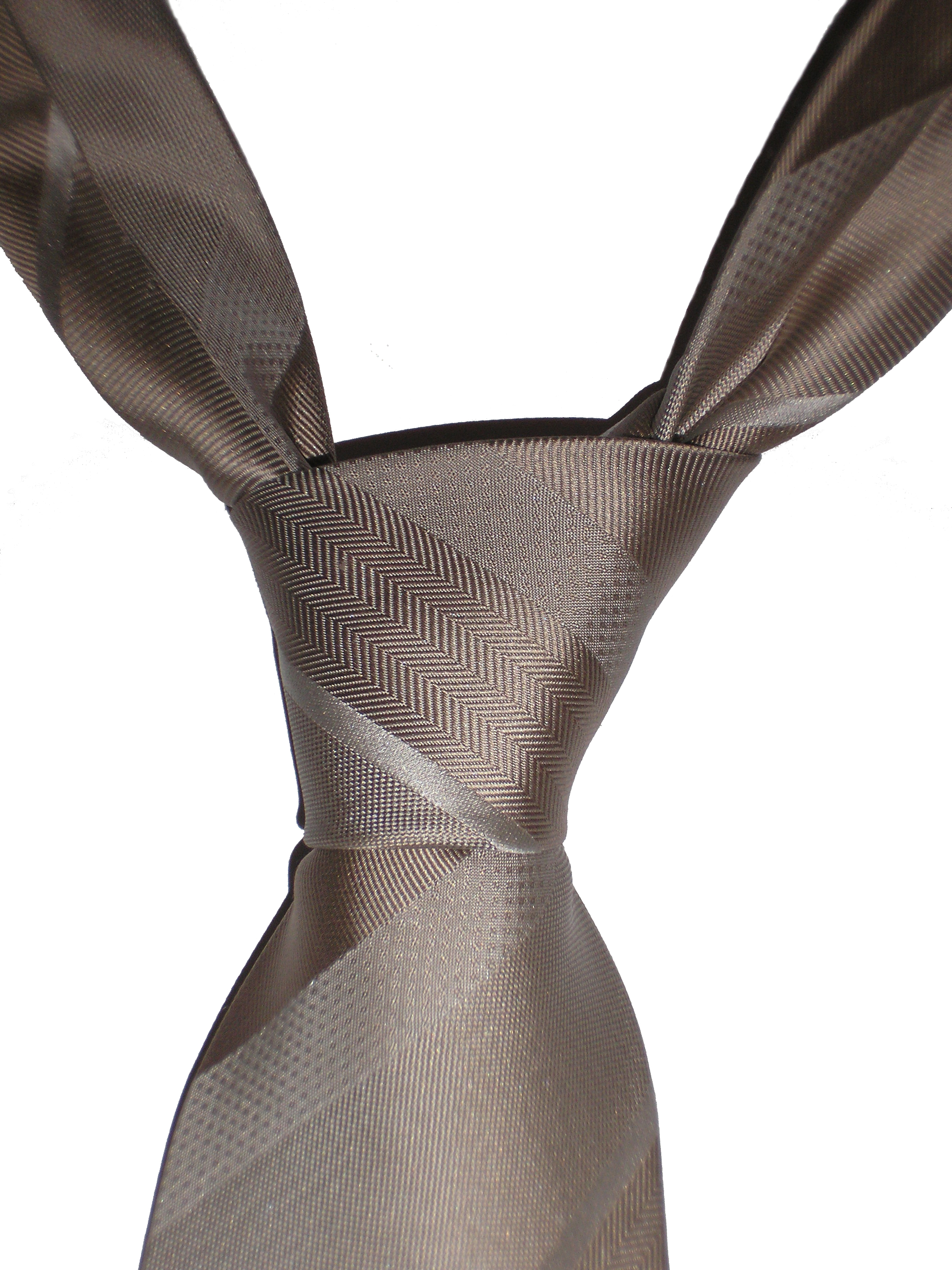
Um nó pequeno

Nó pequeno é um nó de gravata, o mais simples que se pode usar em gravatas convencionais.  Consiste basicamente em um nó comum desfechado em torno da ponta estreita da gravata, com o movimento final de descer a ponta larga para arrematar.

## Passo-a-passo
